# Глинин, Фёдор Филиппович
Фёдор Филиппович Глинин (1922—1960) — участник Великой Отечественной войны, заместитель командира батальона 176-го гвардейского стрелкового полка 59-й гвардейской стрелковой дивизии 46-й армии 2-го Украинского фронта, гвардии капитан. Герой Советского Союза.

## Биография
Родился 1 марта 1922 года в селе Камышенка Акмолинского уезда Акмолинской губернии Киргизской АССР (ныне — Астраханский район Акмолинской области Казахстана) в семье крестьянина. Русский.
В 1938 году вступил в комсомол. Среднюю школу окончил в 1941 году.
В Красной Армии с июня 1941 года. В 1942 году окончил Тамбовское пехотное училище. В боях Великой Отечественной войны — с августа 1942 года.
Заместитель командира батальона 176-го гвардейского стрелкового полка комсомолец гвардии капитан Фёдор Глинин 5 декабря 1944 года во главе батальона переправился через Дунай в районе пос. Эрчи (22 км южнее Будапешта, Венгрия), захватил плацдарм и удержал его, чем обеспечил переправу главных сил полка.
Член ВКП(б)/КПСС с 1945 года. С 1946 года — в запасе.
Жил в г. Кокчетав, Казахстан. Работал председателем Кокчетавской областного комитета ДОСААФ. В 1959 году по болезни ушел на пенсию.
Умер 24 июня 1960 года.

## Награды
- Звание Героя Советского Союза присвоено 24 марта 1945 года.
- Награждён орденами Ленина, Отечественной войны 2 степени и Красной Звезды, а также медалями, среди которых «За взятие Будапешта», «За освобождение Белграда», «За победу над Германией».

## Память
- Именем Героя названы улицы в Кокчетаве и пгт Жолымбет Шортандинского района Акмолинской области.
- В Кокчетаве Глинину установлен памятник[2].